# علم عباد الحمولة

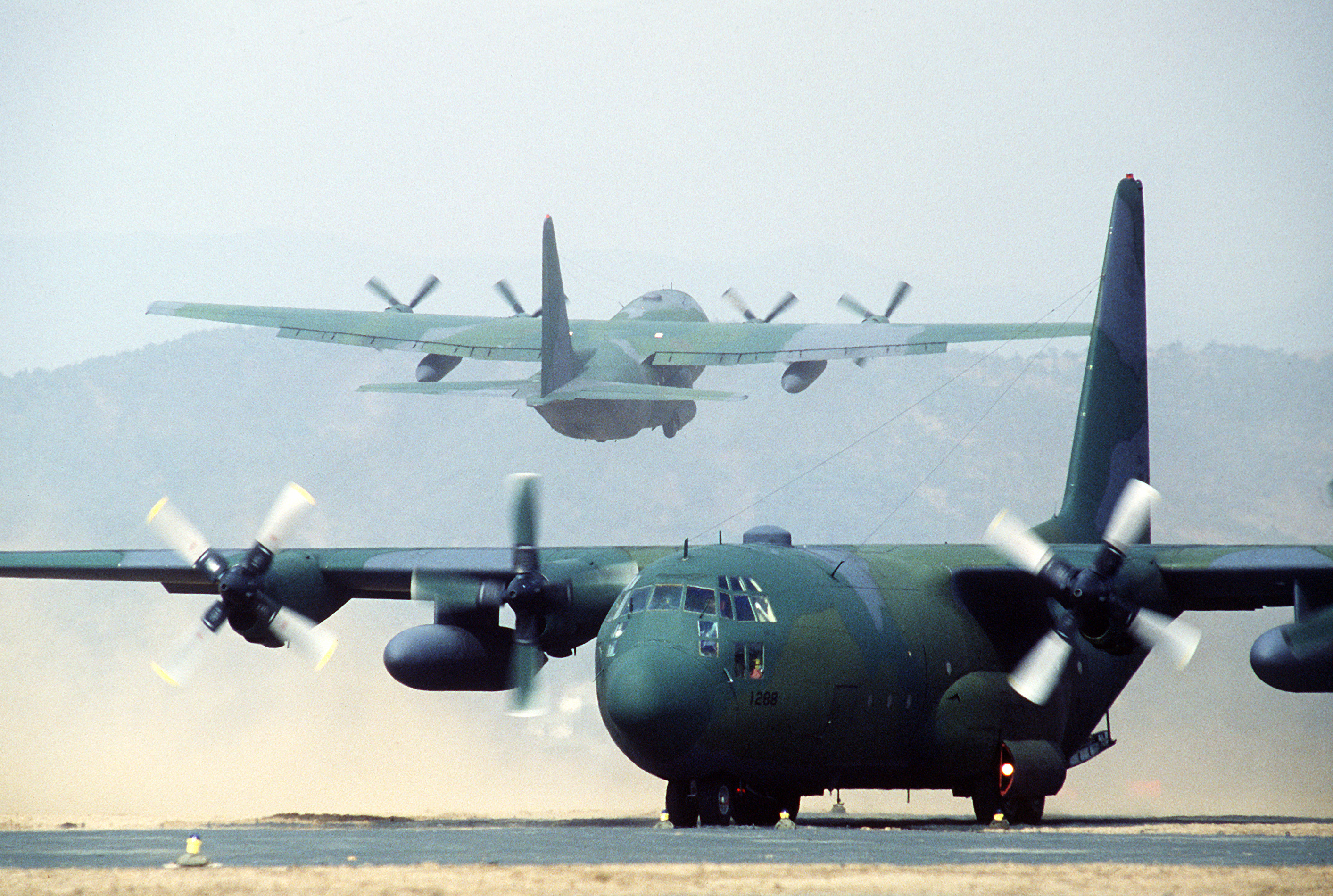
لوكهيد سي-130 هيركوليز مثال لطائرة شحن.

علم عباد الحمولة هي عبارة تصف الممارسات التي تملك هيئة علمية ، ولكنها في الواقع لاتتبع المنهج العلمي. استخدم المصطلح لأول مرة من قبل عالم الفيزياء ريتشارد فاينمان عام 1974 في معهد كاليفورنيا للتكنولوجيا.
ممارسات عباد الحمولة الدينية ظهرت في العديد من المجتمعات القبلية التقليدية أعقاب التفاعل مع ثقافات تقنية متقدمة، وتركز على الحصول على الثروة المادية «الحمولة» من الثقافات المتقدمة عبر تقليد التصرفات التي يعتقدون أنها تتسببب ظهور الحمولة: عن طريق بناء مدرجات هبوط ووتقليد الطائرات وتقليد أجهزة الراديو. فهولاء البسطاء من الناس لم يستطيعوا أن يتخيلوا أن هذه البضائع والحمولات الثمينة جلبت من أناس، حيث اعتقدوا أن هذه الحمولات ارسلها أسلافهم الموتى والتي نجح الرجال البيض بالحصول عليها بدلاً منهم، لهذا السبب حاولوا تقليد أفعالهم لجعل حمولات الأسلاف تصل إليهم بدلاً من الرجال البيض. 

## مثال في تجارب ونتائج محددة

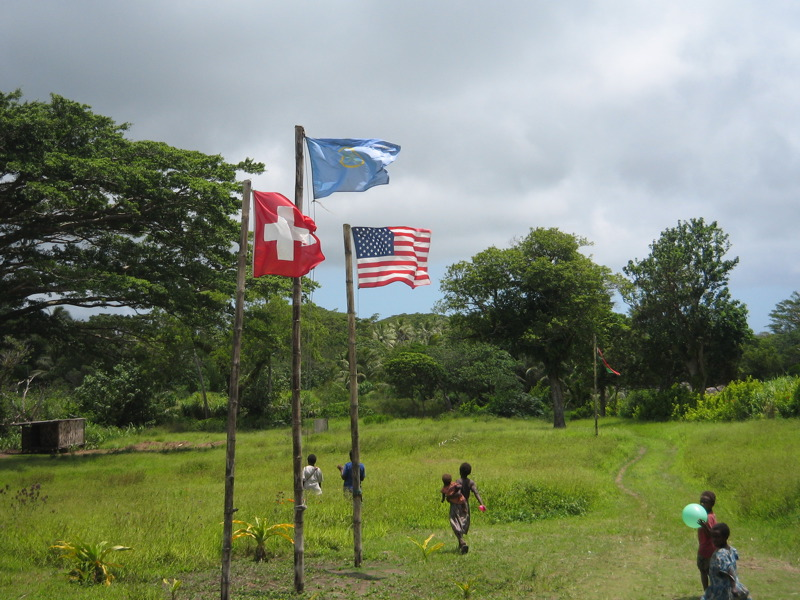
احتفالية رفع العلم يقوم أعضاء من عباد الحمولة «جون فروم» على جزيرة تانا التابعة لفانواتو.

تجربة قطرة الزيت: تاريخ النتائج المنشورة لهذه التجربة هو مثال مقدم في كتاب من المؤكد أنك تمزح يا سيد فاينمان! إذ انحدر كل منشور جديد ببطء وهدوء بعيدًا بشكل متزايد عن القيم الأولية (الخاطئة) التي أعطاها روبرت ميليكان نحو القيمة الصحيحة، بدلًا من أن يكون توزيع كل المنشورات عشوائيًا منذ البداية حول ما يُعتَقَد الآن أنه النتيجة الصحيحة. هذا الانحدار البطيء في التاريخ الزمني للنتائج غير طبيعي ويقترح عدم رغبة أي أحد في أن يتعارض مع سابقه، بدلًا من ذلك يقدم نتائج متوافقة فقط للنشر.

## الحلول المقترحة
في خطابه الافتتاحي، أكد ريتشارد فاينمان اعتقاده بأن الترياق لكل من علم عباد الحمولة والعلم الزائف هو الأمانة العلمية، التي يصفها بأنها «نوع من الميل إلى الوراء» للتأكد من أن العلماء لا يخدعون أنفسهم أو غيرهم. وفقًا لفاينمان، يجب على العالم الأخلاقي أن يبذل الجهد الإضافي لضمان شفافية أساليبهم ونتائجهم، ما يسمح لأشخاص آخرين بتقييم أبحاث العلماء وفهمها بدقة. يستخدم فاينمان حالة إعلان ويسون لزيت الطهي مثالًا على استخدام غير أخلاقي ومضلل للعلم لا يقدم أي شيء ذي قيمة. ادعى الإعلان أن الزيت لن يتشربه الطعام. في الواقع لن يتشرب الطعام أي زيت إذا كان باردًا بما فيه الكفاية، وسيمتص الطعام كل الزيت إذا كان ساخنًا بما يكفي. نظرًا إلى أن هذه الحقائق لن تُقدم في برنامج ويسون، فإن هذه الحقائق لم تكن متاحة بسهولة للمستهلكين.
في الفصل الثامن من كتابه تفسير العلوم الطبية الحيوية، يقدم أولو ميفالي بعض الحلول الممكنة لانتشار علم عباد الحمولة. وهذه الحلول المقترحة هي كالتالي: التكامل، أو التكوين الكامل للعلم، أو نهج أكثر فلسفية في التعامل مع العلم، والتدريب الذي يغرس قيم الملكية المشتركة، والمساواة وعدم الاهتمام، والنظام الذي يتباعد بين العلماء وبين الإغراء والندرة الاقتصادية. سيقلل هذا النظام من عدد الدراسات العليا وطلاب الدراسات العليا للحد من ضغوط التمويل. من الناحية المثالية، سيعطي هذا الباحثين الدعم المالي ليكونوا صادقين ومبتكرين. يفترض مايفالي أن الصدق أكثر أهمية من المنهجية، وهو الترياق الأكثر فعالية لعلم عباد الحمولة.